# فیلیپ جانسون
فیلیپ کورتلیو جانسون (به انگلیسی: Philip Cortelyou Johnson) زاده ۸ ژوئیه ۱۹۰۶ در کلیولند، اوهایو – درگذشته ۲۵ ژانویه ۲۰۰۵ در نیو کینن، کنتیکت)، معمار برجستهٔ آمریکایی بود.
در ۱۹۳۰ او بخش معماری و طراحی را در موزه هنر مدرن نیویورک تأسیس کرد. بعدتر در ۱۹۷۸ او به عنوان عضو هیئت امنای موزه، مدال طلای مؤسسه معماران آمریکا را دریافت کرد و در سال ۱۹۷۹ او موفق به دریافت جایزه نخستین دوره از جایزه معماری پریتزکر شد. او دانشجوی مدرسه تحصیلات تکمیلی معماری و طراحی دانشگاه هاروارد بود.
جانسون، در سکونت گاه معروفش خانه شیشه‌ای از دنیا رفت، او به هنگام مرگ ۹۸ سال داشت. تنها شش ماه پس مرگ او دیوید ویتنی (en:David Whitney) شریک ۴۵ سال از زندگی جانسون، در ۶۶ سالگی از دنیا رفت.

## سال‌های آغازین

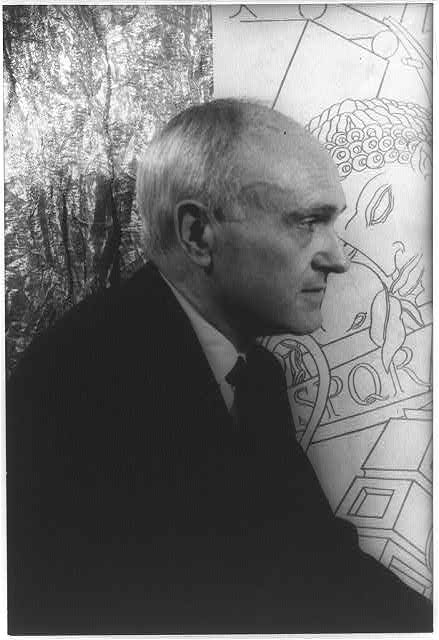
پرتره جانسون از کارل ون وکتن

جانسون در کلیولند (en:Cleveland) در ایالت اوهایو (en:Ohio) به دنیا آمد. او از اعقاب خانواده Jansen - که به نام Johnson نیز شناخته می‌شدند- از نیوآمستردام بود. در میان اجداد نام ژاک کورتلیون (en:Jacques Cortelyou) دیده می‌شود که در سال‌های ۱۶۶۰ به سفارش پتر استویوسانت (en:Peter Stuyvesant) نخستین پلان شهری نیوآمستردام – نام اولیه نیویورک (en:New Amsterdam)- را طراحی کرد. فیلیپ جانسون که تحصیلاتش را در دانشگاه هکلی (en:Hackley School) آغاز کرده بود برای طی کردن دوره‌های تحصیلات تکمیلی خود را در دانشگاه هاروارد (en:Harvard Universityl) گذراند. طی دوران تحصیل در هاروارد او به ویژه بر تاریخ و فلسفه متمرکز بود و به ویژه آثار فلاسفه پیش از سقراط را مطالعه می‌کرد. تحصیلات جانسون چندین بار با چند سفر طولانی به اروپا قطع شد. این سفرها نقش بسیار مؤثری در شکل‌دهی به تحصیلات او داشت. این سفرها موجب شدند او هر چه بیشتر مفتون معماری شود.
در سال ۱۹۲۸، جانسون با لودویگ میس فن در روهه (en:Ludwig Mies van der Rohe) ملاقات کرد، این معمار آلمانی در آن زمان مشغول طراحی پاویون بارسلونا (en:German Pavilion) در نمایشگاه بین‌المللی ۱۹۲۹ بارسلون بود. ملاقات این دو نقطه عطفی در زندگی جانسون بود، این ملاقات پایه‌های رابطه این دو را بنا گذاشت که در تمام عمر، گاه بر اساس همکاری و گاه برپایه رقابت، ادامه داشت.

هنگامی که جانسون از آلمان بازگشت، مبلغ جدی معماری جدید شده بود. او دور اروپا را به همراه دوستانش آلفرد اچ. بار جونیور (en:Alfred H. Barr, Jr) و هنری راسل هیچکاک (en:Henry-Russell Hitchcock) سفر کرد تا گرایش‌های دست اول در معماری را بیازماید. در سال ۱۹۳۲، این سه دستاوردهای خود را در نمایشگاهی در موزه هنر مدرن نیویورک ارائه کردند، این نمایشگاه با نام «سبک بین‌الملل: معماری از سال ۱۹۲۲» به عنوان نقطه تحولی در تاریخ معماری معاصر شناخته می‌شود. این نمایشگاه با تأثیر عظیمی که در آمریکا داشت، عملاً معرّف معماری مدرن به عموم آمریکاییان دانسته می‌شود. نمایشگاه ۱۹۳۲، معماران مطرحی چون لو کوربوزیه (en:Le Corbusier)، والتر گروپیوس (en:Walter Gropius) و میس فن در روهه را معرفی می‌کرد. این نمایشگاه به خاطر یک ماجرای جنجالی هم مورد توجه قرار گرفت: فرانک لوید رایت (en:Frank Lloyd Wright) ورودیه خود را در اعتراض به آنچه کم توجهی به آثارش می‌دانست، پس گرفت.
به همراه برپایی نمایشگاه کتابی به قلم جانسون و هیچکاک منتشر شد، در این کتاب جانسون سه اصل شکلی (formal) را برای معماری به سبک مدرن مطرح می‌کند: اول، تأکید بر حجم معماری در مقابل جرم. دوم، پرهیز از تقارن و سوم، پرهیز از به کار بستن تزیینات. برخی منتقدان، ارائه تعریف از این جنبش به عنوان سبکی با ویژگی‌های مشخص ظاهری را کم ارزش جلوه دادن پشتوانه اجتماعی و سیاسی می‌دانند که آغازگران اروپایی این جنبش در آن سهیم بودند.
جانسون با استفاده از موما -موزه هنر مدرن نیویورک- به عنوان منبری برای تبلیغ سبک مدرن، همچنان به حمایت از معماری مدرن ادامه می‌داد. در ۱۹۳۵، جانسون اولین سفر لوکوربوزیه به آمریکا را برنامه‌ریزی کرد. گام بعدی تلاش در جهت فراهم آوردن زمینه ورود میس فن در روهه و مارسل برور (en: Marcel Breuer) به عنوان مهاجر سیاسی به آمریکا بود.
در سال ۱۹۳۰ جانسون جزء هواداران حزب نازی شد و عقاید ضدیهودی خود را به چاپ رساند. وی سال‌ها بعد گفت که «من هیچ گونه عذری برای این کار احمقانه‌ام ندارم … نمی‌دانم که چگونه باید کفاره گناهم را پس دهم».
در دوران رکود بزرگ (en:Great Depression)، جانسون سمتش در موما را ترک کرد تا بخت خود را در روزنامه‌نگاری و سیاست‌های اصلاحات ارضی بیازماید. او تمام توانش را بر نقد سیستم بهزیستی (en: welfare state) معطوف کرد، سیستمی که ناکارآمدی آن در سال‌های ۱۹۳۰ از همیشه آشکارتر بود. جانسون به عنوان خبرنگار در رژه سالانه حزب نازی در نورنبرگ (en: Nuremberg Rallies) حضور یافت و حمله آلمان به لهستان را نیز پوشش خبری داد. این حمله نقطه پایان علاقه جانسون به فعالیت مطبوعاتی بود: او به آمریکا بازگشت تا برای خدمت در ارتش آمریکا نام‌نویسی کند. بعد از دو سال حضور در ارتش که به اعتراف خود جانسون اثر چندانی در زندگی او نداشت، او به هاروارد بازگشت تا بالاخره حرفه اش به عنوان معمار را دنبال کند.

## خانه شیشه‌ای

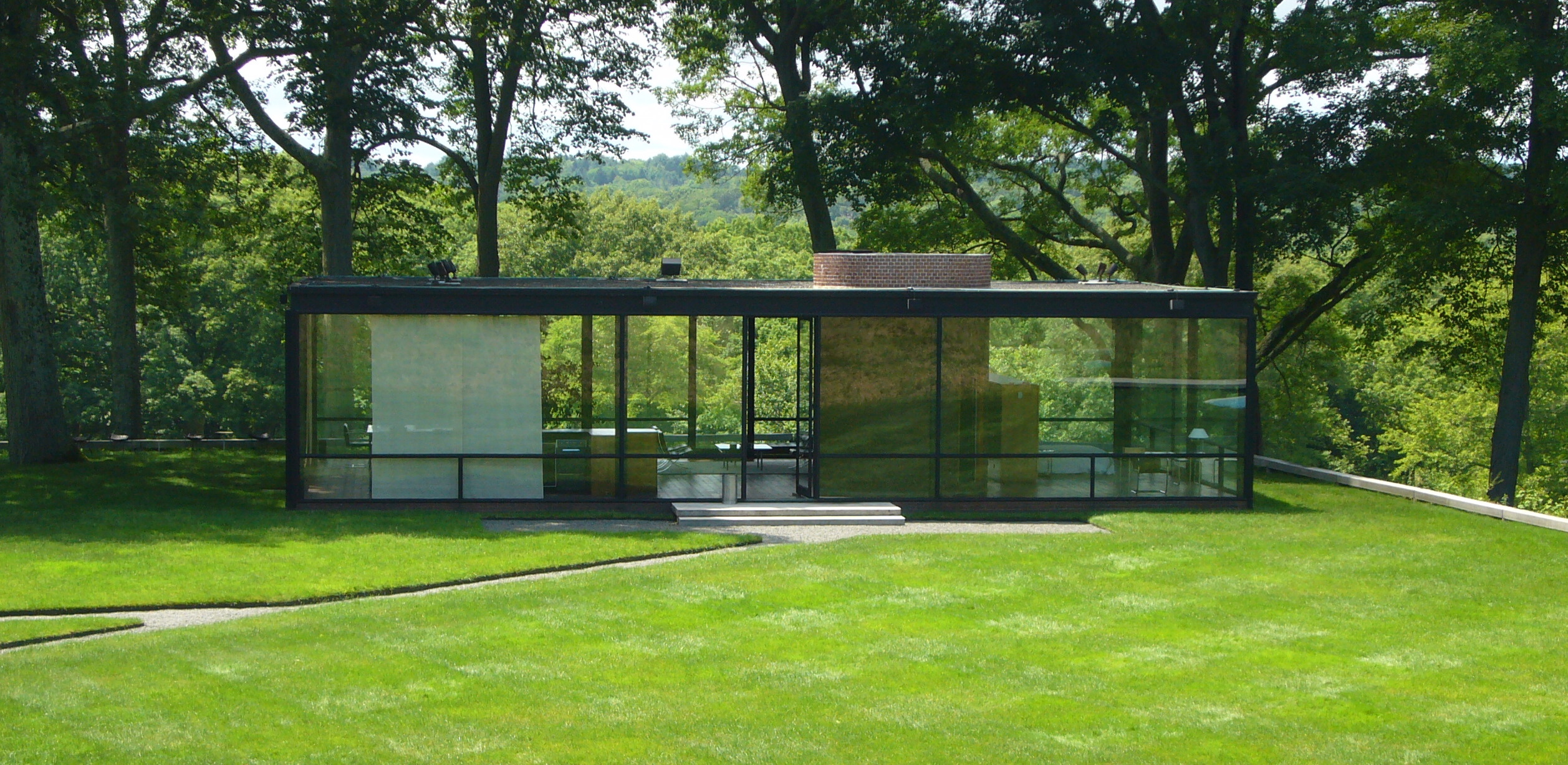
خانه شیشه‌ای، نیو کنان

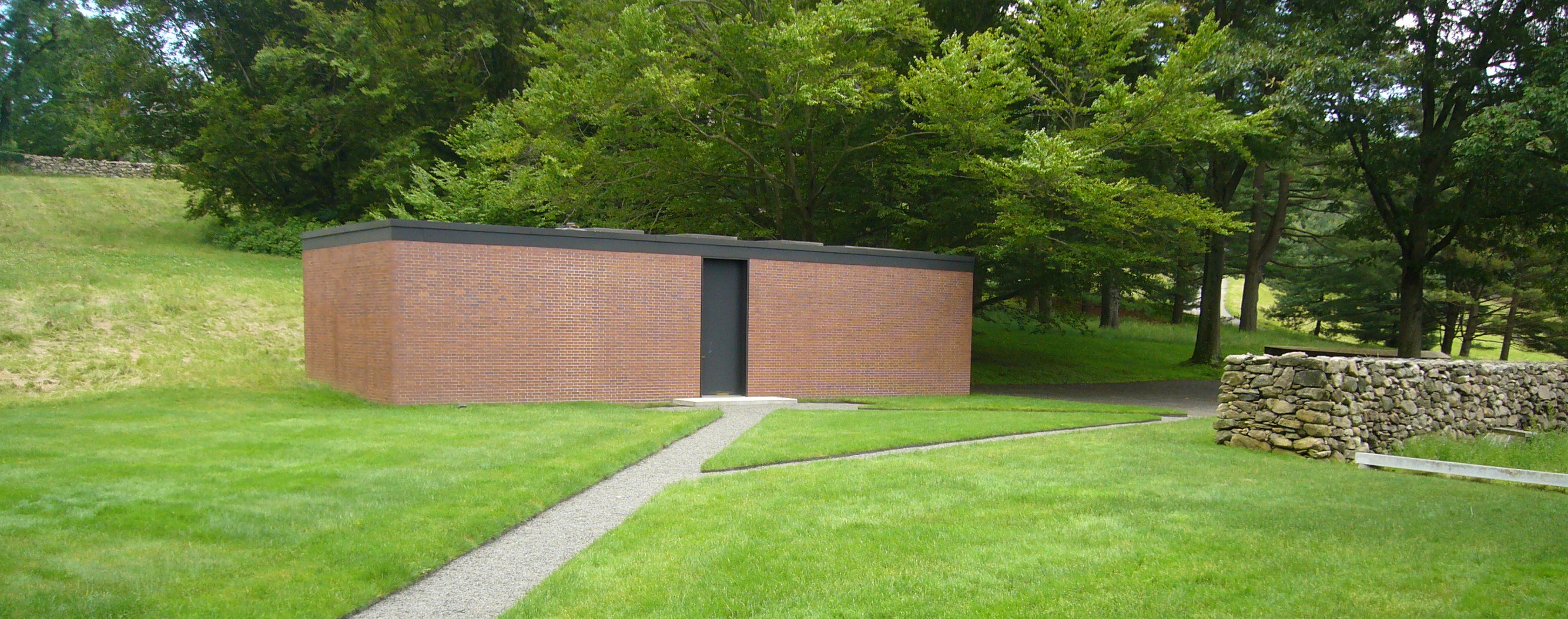
خانه مهمان، نیو کنان. پروژه خانه شیشه‌ای با ساخت چند بنای دیگر از جمله این خانه مهمان ادامه پیدا کرد.

هنگامی که جانسون به صورت حرفه‌ای معماری را آغاز کرد، نحوه و میزان استفاده او از شیشه تبدیل به نخستین ویژگی تأثیرگذار آثار او شد؛ شاهکار او خانه شیشه‌ای بود. جانسون خانه شیشه‌ای را در ۱۹۴۹ و به عنوان سکونت گاه شخصیش در نیو کینن (en: New Canaan) در ایالت کنتیکت (en: Connecticut Rallies) طراحی کرد: اثری با اثرگذاری عمیق. ایده طراحی یک خانه شیشه‌ای ریشه در منظری (en: landscape) داشت که دیدهای مختلفش ویژگی‌هایی داشت که منظر سایت فراهم می‌کرد. دید به قسمت‌های مختلف زمین را می‌شد با عبارت دیوارهای طبیعی از جنس درخت توصیف کرد.
ایده اصلی خانه شیشه‌ای ریشه در کار معماران آلمانی – معروف به Glasarchitektur- داشت که وجه ممیز کارشان افراط در استفاده از شیشه بود. در اتودهای این گروه مفهوم دید (en: view) برای منظر (en: Landscape) مترادف با مفهوم دیوار بود. در عین حال این ایده‌ها به صورت ابتدایی توسط استاد و مرشد جانسون، میس فن در روهه، اتود شده بود. بنا عملاً نظیر بیانیه‌ای در توصیف سازه، هندسه و تناسبات مینیمال (en: minimal) و نیز تأثیرات شفافیت و انعکاس در طراحی معماری عمل می‌کند.
خانه بر لبه تپه‌ای واقع در املاک جانسون ساخته شده‌است و رو به یک برکه دارد. جداره‌های خانه از شیشه و قاب‌بندی فولاد زغالی رنگ تشکیل شده‌است. کف آجری خانه همسطح زمین نیست و ۲۵٫۴ سانتیمتر از سطح زمین بالاتر در نظر گرفته شده‌است. ورودی عبارت است از فضای بازی که توسط کابینت‌های کم ارتفاع چوب گردو تقسیم شده‌است. حمام و توالت خانه در قالب یک استوانه آجری طراحی شده‌است. این استوانه تنها عنصری است که از کف تا سقف خانه امتداد دارد.
جانسون در املاک خودش بناهایی می‌ساخت که نظیر بیانیه‌های معماری عمل می‌کردند. تقریباً ۵۰ فوت دورتر از خانه شیشه‌ای، خانه مهمان قرار دارد که در تناسبات عیناً نظیر خانه شیشه‌ای است اما جداره‌هایی کاملاً آجری دارد که خانه را کاملاً احاطه کرده به‌طوری‌که تنها روزن‌های موجود سه پنجره دایره‌ای در قسمت پشتی خانه هستند. این روزنه‌ها که در قاب‌هایی چوبی به قطر ۵ فوت تعبیه شده‌اند، فضای داخلی خانه را به نمایش می‌گذارند. در اصل هر پنجره برای یکی از سه اتاق در نظر گرفته شده‌است؛ دو اتاق خواب در طرفین و یک اتاق مطالعه در وسط. حالا این سه اتاق شامل یک حمام، یک کتابخانه و یک اتاق خواب هستند. خانه مهمان هم‌زمان با خانه شیشه‌ای ساخته شده و از لحاظ شکلی نقطه مقابل آن محسوب می‌شود. جانسون گوشزد کرده که عمداً خانه را کاملاً راحت طراحی نکرده‌است چون «ماهی و مهمان هر دو بعد از سه روز بو می‌گیرند».
بعدتر، جانسون یک نگارخانه نقاشی به مجموعه اضافه کرد که مکانیزم مبتکرانه‌ای برای نمایش آثار نقاشی داشت به این ترتیب که دیوارها چرخانده می‌شدند تا نقاشی‌ها را نگه دارند. در ادامه روند توسعه یک نگارخانه برای نمایش مجسمه هم ساخته شد. آخرین بناهایی که جانسون به این ملک اضافه کرد عبارت بودند از یک کتابخانه و یک سالن پذیرایی. سالن با رنگ‌های قرمز و سیاه و دیوارهای قوس دار طراحی شده بود. جانسون این گروه بناهای تک فضایی را کار هنری محض می‌دانست و معتقد بود این مجموعه بهترین و تنها «پروژه طراحی منظر» او بوده‌است.
خانه شیشه‌ای فیلیپ جانسون در حال حاضر میزبان بنیاد ملی حفظ آثار تاریخی آمریکا (en: National Trust for Historic Preservation) است. بازدید از خانه شیشه‌ای برای عموم آزاد است.

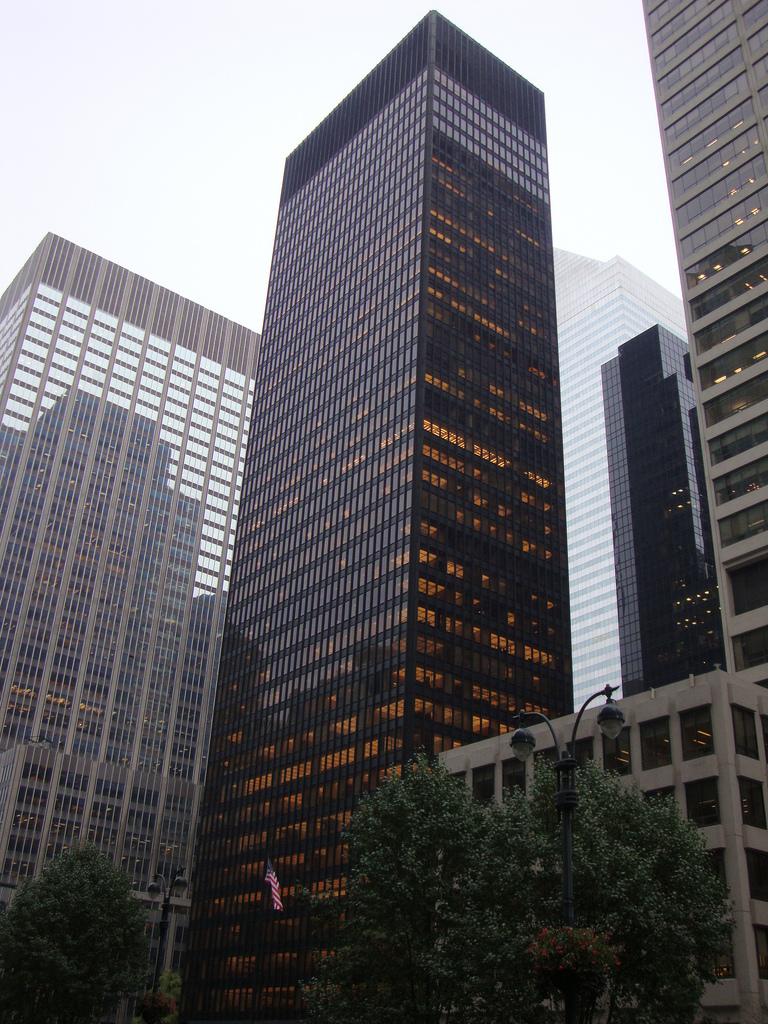
ساختمان سیگرام، اثر مشترک جانسون و میس فن در روهه

## برج سیگرام
بعد از طراحی چندین خانه در حال و هوای آثار میس و بروئر، جانسون در ۱۹۵۶ به عنوان معمار وابسته به نیویورک برای طراحی ساختمان سی و نه طبقه سیگرام به میس ملحق شد. جانسون با نماینده مدیرعامل گروه سیگرام از نزدیک کار می‌کرد و به این ترتیب نقشی کلیدی در در هدایت کمیسیون به سمت میس و ایده‌های او داشت. نتیجه برج برنز و شیشه‌ای خیابان پارک (en: Park Avenue) بود.
کار کردن با میس روی برج سیگرام موجب تحول عظیمی در زندگی حرفه‌ای جانسون شد. پس از تحقق این دستاورد، فعالیت‌های جانسون به قلمرو عمومی جامعه وارد شدند، از آن جمله مشارکت در تهیه طرح جامع مرکز لینکلن (en: Lincoln Center) و طراحی مجموعه تئاتر ایالتی نیویورک (en: New York State Theater). در این میان جانسون به تدریج سبک بین‌الملل را که زمانی پاسدارش بود، کسل‌کننده می‌یافت.

## طراحی‌های بعدی
استفاده از شیشه و فلز در ساختن برج – و اساساً بسیاری از ویژگی‌های معماری مدرن - در آغاز تأثیر تکان دهنده‌ای بر مخاطبان داشتند اما تا سال‌های ۱۹۶۰ عمده این خصوصیات در سراسر جهان استفاده شده بودند. در نهایت جانسون از ارائه نماهای فلزی روی گرداند و برج‌هایی را معرفی کرد که نمای یکدستی از شیشه داشتند. بسیاری از این گروه آثار بلافاصله اهمیتی ویژه یافتند از آن جمله است پی‌پی‌جی پلیس در پیتزبورگ و کلیسای کریستال در گاردن گروو واقع در کالیفرنیا.

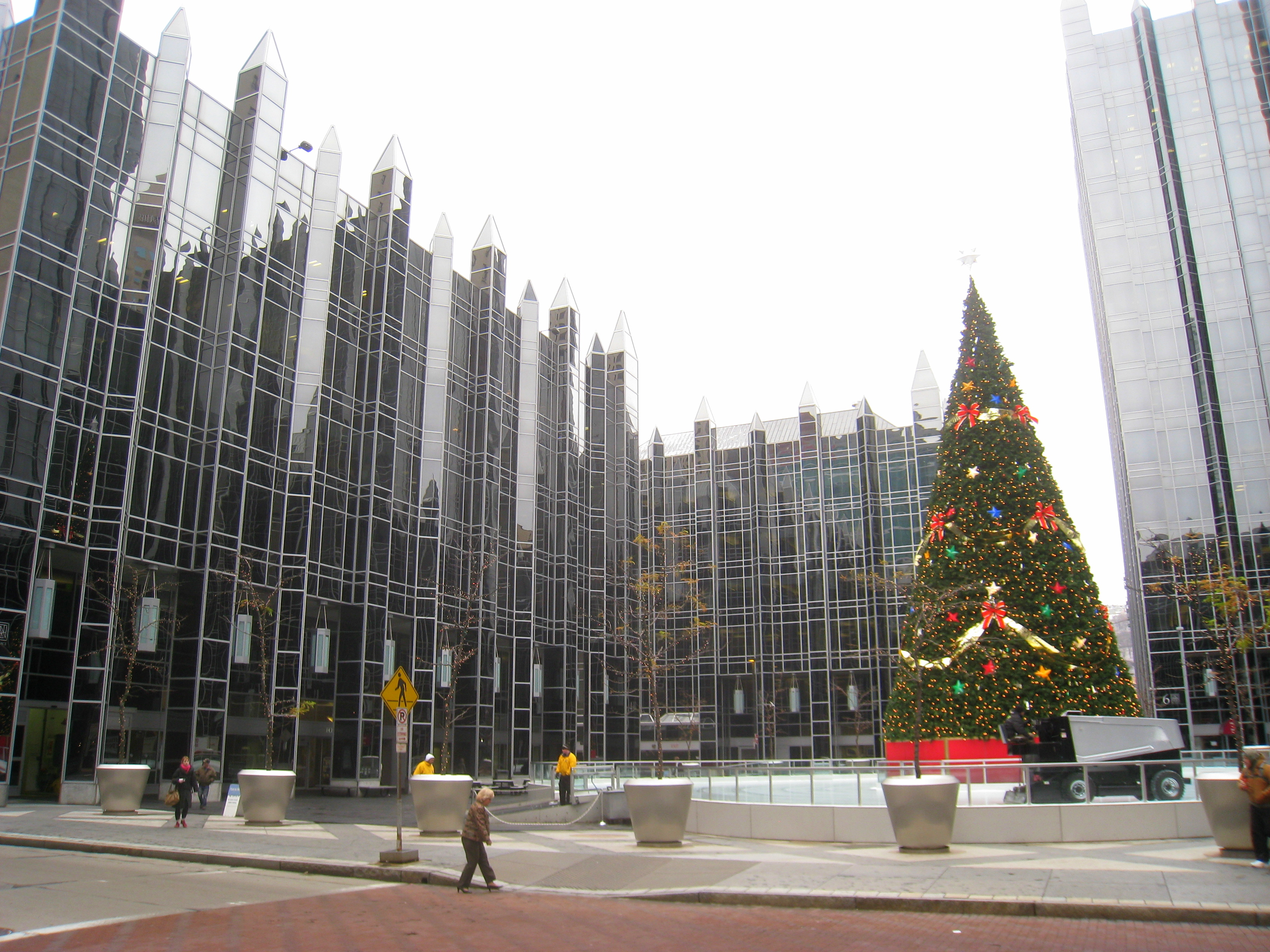
پی‌پی‌جی پلیس. مجموعه شش برج برای دفتر مرکزی صنایع پی پی جی

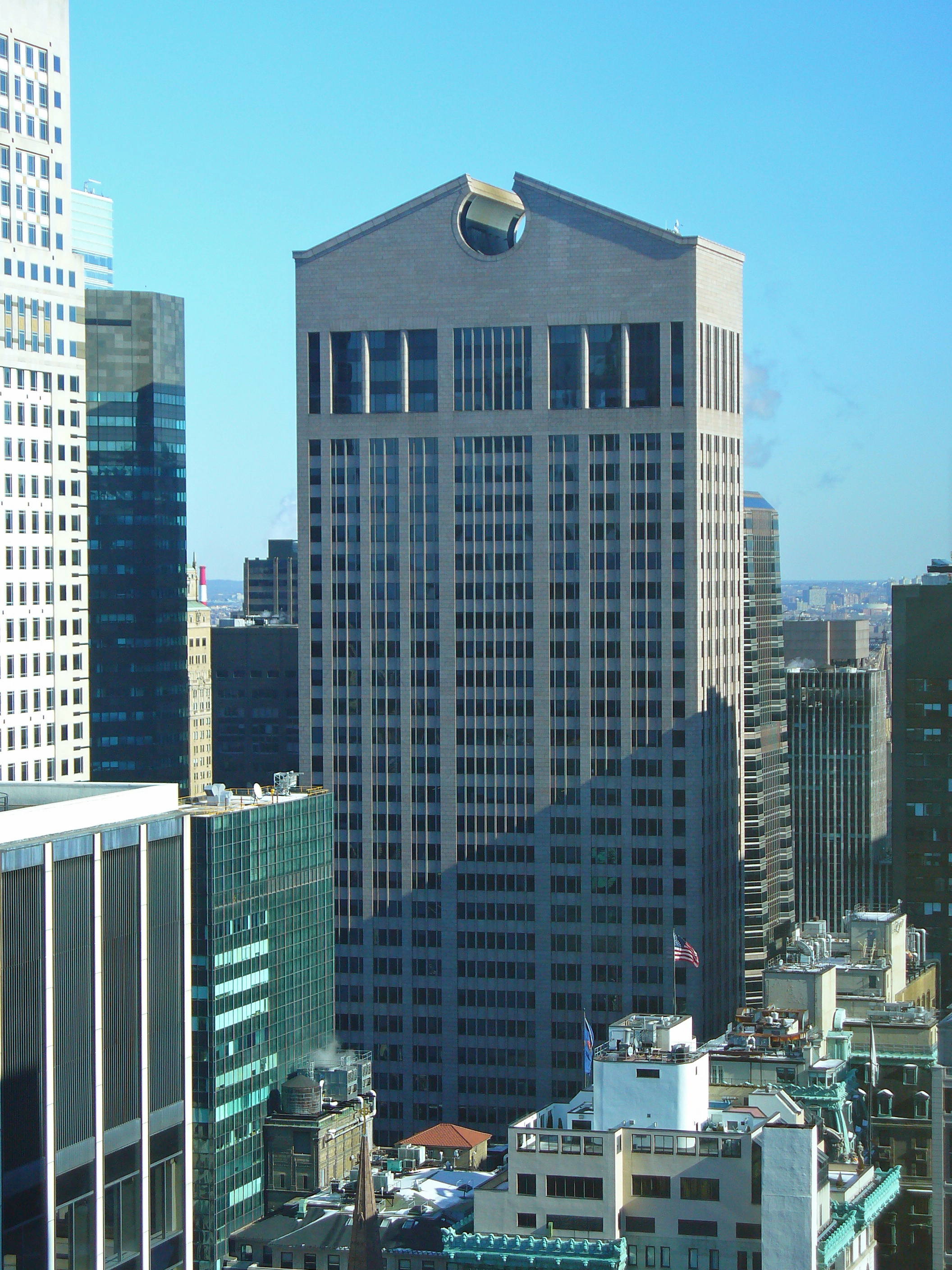
برج سونی

سابقه معماری جانسون بین دو گرایش غالب در هنر پس از جنگ آمریکا نوسان دارد، جنبش «جدی تر» مینیمالیسم و جنبش عوامانه تر پاپ آرت. بهترین کارهای جانسون دیدگاه‌هایی از هر دو جنبش ارائه می‌دهد. مجموعه شخصی جانسون از آثار هنری گرایش دوگانه او را به خوبی نمایش می‌دهد، او کسی است که از یک سو مارک روتکو و آثار او در سبک اکسپرسیونیسم انتزاعی را به موما معرفی کرد و از دیگر سو پای آثار پاپ اندی وارهول را به این موزه گشود. او همواره بین این دو اردوگاه در نوسان بود به همین دلیل پیروان سرسخت و سختگیر هر دوی این سبک‌ها آثار او را آلوده به آن سبک دیگر برمی‌شمردند.
جانسون با آن عینک کلفت با قاب دایره‌ای برای دهه‌ها، شناخته شده‌ترین شخصیت در معماری آمریکا بود. به عنوان یک مجموعه دار آثار هنری، سلیقه جانسون در گلچین کردن بهترین‌ها از جریان‌های پیشرو، موجب می‌شد تا او از هنرمندان جوان پیش از اینکه شهرتشان عالمگیر شود، حمایت کند. مجموعه او از هنر آمریکا گنجینه‌ای غنی از آثار اکسپرسیونیسم انتزاعی، پاپ آرت، مینی مالسیم، نئو دادا و نئواکسپرسیونیسم و چند گرایش عمده دیگر بود. جانسون در بسیاری موارد آثاری را از مجموعه شخصی‌اش به مؤسسات مختلف از جمله موما و دانشگاه استنفورد بخشید.

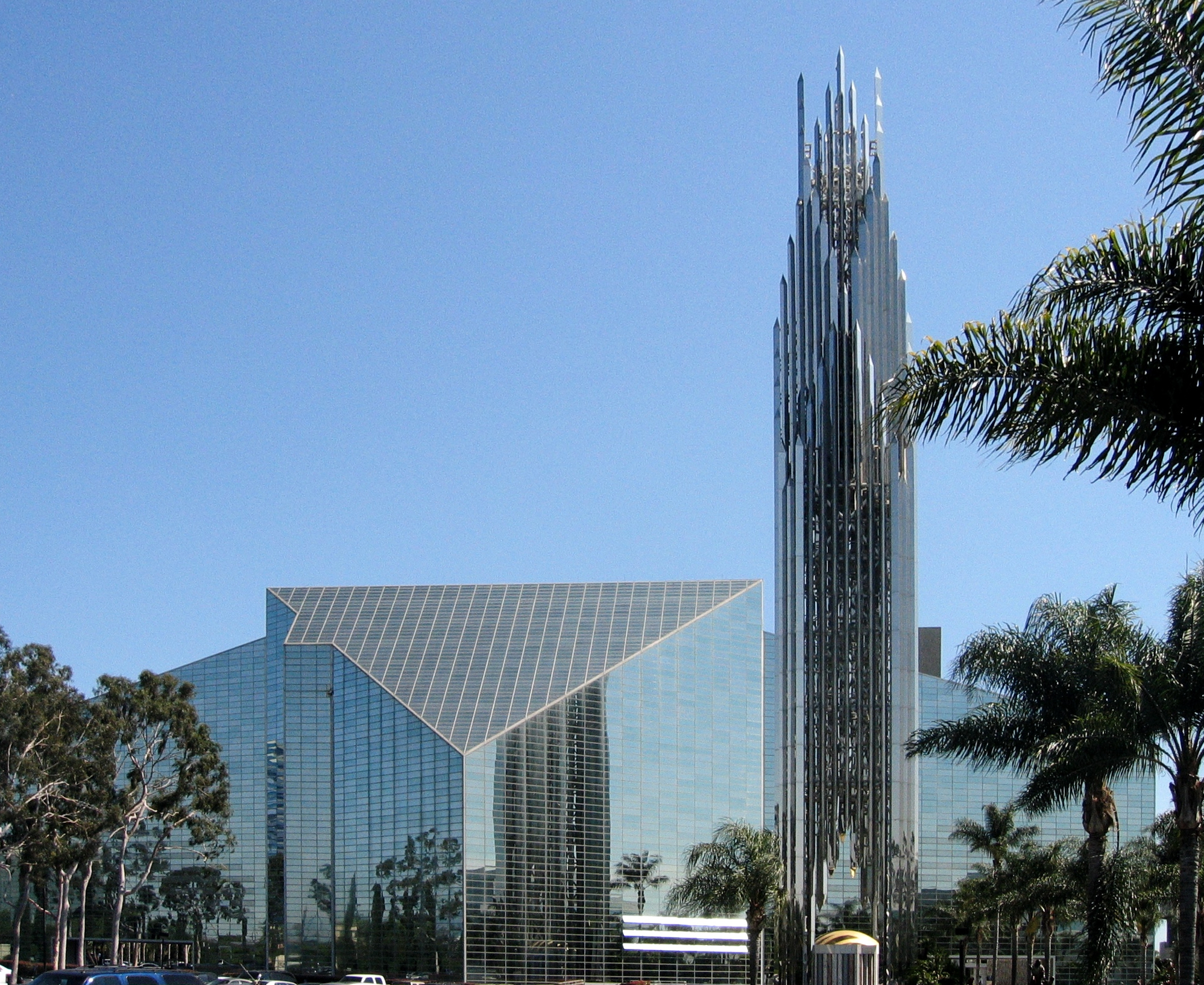
کلیسای کریستال. یک کلیسای درایواین در گاردن گروو

از ۱۹۶۷ تا ۱۹۹۱ جانسون با جان بورگی همکاری می‌کرد. بدون شک این سال‌ها موفق‌ترین دوران حرفه‌ای جانسون بود –به ویژه اگر عامل مقیاس را حاکم بدانیم- در این دوران جانسون را به عنوان طراح برجهای اداری برجسته می‌شناختند. مرکز آی‌دی‌اس (en:IDS Tower) در مینیاپولیس (en: Minneapolis) محصول این دوران است. این برج مشخص‌ترین بخش خط آسمان شهر مینیاپولیس است. در ۱۹۸۰ کلیسای کریستال برای کشیش رابرت اچ شولر (en. Robert H. Schuller) طراحی شد. این کلیسا از آثار معماری مهم در کالیفرنیای جنوبی است.

ساخت برج ای تی اند تی (en: AT&T Building) در منهتن (en:Manhattan) که اکنون با نام برج سونی شناخته می‌شود، در سال ۱۹۸۴ به پایان رسید. سنتوری نئو جرجین (en:neo-Georgian) برج –که عملاً سبک چیپندیل (en:Chippendale) را به خاطر می‌آورد- در روزگار خود منبع بحث‌های فراوانی بود. در آن زمان، این سنتوری عامل تحریک‌کننده‌ای در مقیاس عظیم بود: نهادن چنین فرمی که یادآور تزیینات یک گنجه قدیمی از قرن هیجدهم بود بالای آسمانخراشی در منهتن، تمام قواعد زیبایی‌شناسی مدرن را به چالش می‌کشید، زیرا سال‌ها بود که معماران آگاهانه الگوهای تاریخی را به کناری نهاده بودند. گروهی دیگر از منتقدان با نگاهی به گذشته، برج ای تی اند تی را نخستین بیانیه پست مدرنیسم می‌دانستند که در راه بن‌بست مدرنیسم، ضروری بود. در ۱۹۸۷، جانسون از دانشگاه هیوستون (en: University of Houston) یک مدرک دکترای افتخاری دریافت کرد، ساختمان کالج معماری هاینس (en: Hines College of Architecture) در همین دانشگاه توسط جانسون طراحی شده‌است.
جانسون آرشیو مفصلی از ترسیمات معماری، نشریات و اسناد معماری داشت. این مجموعه از ۱۹۶۴ به بعد در سه قسمت نزد بخش ترسیم و آرشیو کتابخانه معماری و هنرهای زیبای ایوِری (en: Avery Architectural and Fine Arts Library) در دانشگاه کلمبیا (en:Columbia University)، بنیاد Getty (en:Getty) و موما نگهداری می‌شود.

## فهرست آثار فیلیپ جانسون
- Johnson House at Cambridge, "The Arch Street House", Cambridge, Massachusetts, (۱۹۴۲–۱۹۴۳);
- Booth (Damora) House, "The Booth House" , Bedford Village, New York, (۱۹۴۶);
- Johnson House, "The Glass House» , نیو کینن، کنتیکت،  (۱۹۴۹);
- John de Menil House, Houston (۱۹۵۰);
- The Rockefeller Guest House for Abby Aldrich Rockefeller (۱۹۵۰);
- The ساختمان سیگرام،  in collaboration with لودویگ میس فن در روهه،  New York (۱۹۵۶);
- Four Seasons Restaurant, New York City (۱۹۵۹);
- Expansion of St. Anselm's Abbey in واشینگتن دی.سی. (۱۹۶۰)
- The Museum of Art at Munson-Williams-Proctor Arts Institute in یوتیکا، نیویورک (۱۹۶۰);
- The Abby Aldrich Rockefeller Sculpture Garden at the موزه هنر مدرن;
- The Sheldon Museum of Art, لینکلن (نبراسکا) (۱۹۶۳);
- تالار دیوید اچ. کاش، شهره قشنگ۱۹۶۴
- موزه آمون کارتر در فورت وورث، ۱۹۶۱
- The New York State Pavilion for the 1964 New York World's Fair, ۱۹۶۴);
- The Kreeger Museum in واشینگتن دی.سی. (with Richard Foster; ۱۹۶۷);
- The main campus mall at the University of Saint Thomas in هیوستون ;
- Elmer Holmes Bobst Library of دانشگاه نیویورک);
- یادبود جان فیتزجرالد کندی در دالاس، ۱۹۷۰
- مرکز آی‌دی‌اس در مینیاپولیس، ۱۹۷۲
- موره هنر جنوب تگزاس، در کورپس کریستی، ۱۹۷۲
- کتابخانه عمومی بوستون، ۱۹۷۳
- پارک آبی فورت ورث، ۱۹۷۴
- The Dorothy and Dexter Baker Center for the Arts at کالج مولنبرگ in آلن‌تاون، پنسیلوانیا(۱۹۷۶);
- میدان شکرگزاری در دالاس، ۱۹۷۶
- The Neuberger Museum of Art at SUNY Purchase College ;
- کلیسای کریستال، ۱۹۸۰
- Tata Theatre, National Centre for the Performing Arts (India), بمبئی (۱۹۸۰).
- Metro-Dade Cultural Center in میامی، ۱۹۸۲;
- The Chapel of St. Basil and the Academic Mall at the University of St. Thomas in هیوستون;
- بانک آو آمریکا سنتر، هیوستون
- برج ویلیامز، ۱۹۸۳
- The Cleveland Playhouse in کلیولند (extension) (۱۹۸۳);
- The ولز فارگو سنتر in دنور (۱۹۸۳);
- پی‌پی‌جی پلیس، پیتسبورگ، ۱۹۸۴
- دانشکده معماری دانشگاه هیوستون، ۱۹۸۵
- برج لیپستیک، نیویورک، ۱۹۸۶
- برج کومریکا بانک، دالاس، تگزاس، ۱۹۸۷
- پوئرتا د اورپا، مادرید
- ۱۹۰ South LaSalle in Chicago John Burgee Architects, Philip Johnson Consultant;
- برج ۱۹۱ پیچتری، آتلانتا
- ۱۰۱ California Street, سان‌فرانسیسکو; Johnson/ Burgee Architects;
- University of St Thomas St Basil Chapel (with John Manley, Architect) (۱۹۹۲);
- Science and Engineering Library, دانشگاه ایالتی اوهایو، کلمبوس،  (۱۹۹۲);
- AEGON Center in لویی‌ویل (۱۹۹۳), جان بورگی Architects, Philip Johnson Consultant.
- Comerica Tower in دیترویت (۱۹۹۳), جان بورگی Architects, Philip Johnson Consultant.
- Visitor's Pavilion, New Canaan CT (۱۹۹۴).
- Turning Point, دانشگاه کیس وسترن رزرو،  Cleveland, Ohio (۱۹۹۶).
- Philip-Johnson-Haus, Berlin, Germany (۱۹۹۷).
- First Union Plaza, Boca Raton, فلوریدا (۲۰۰۰).

طراحی دانشکده فنی مهاجر اصفهان

## نگاره برخی آثار

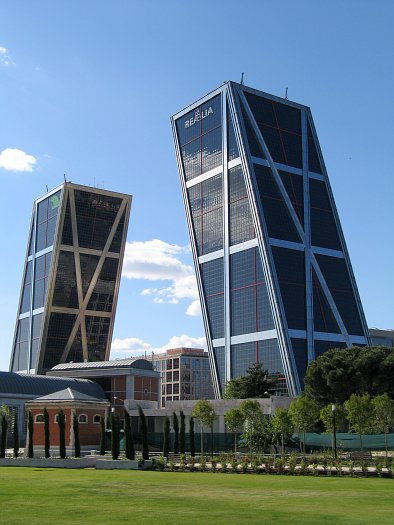
«پلازا کاستیلیا» مشهور به پوئرتا د اورپا در شهر مادرید.
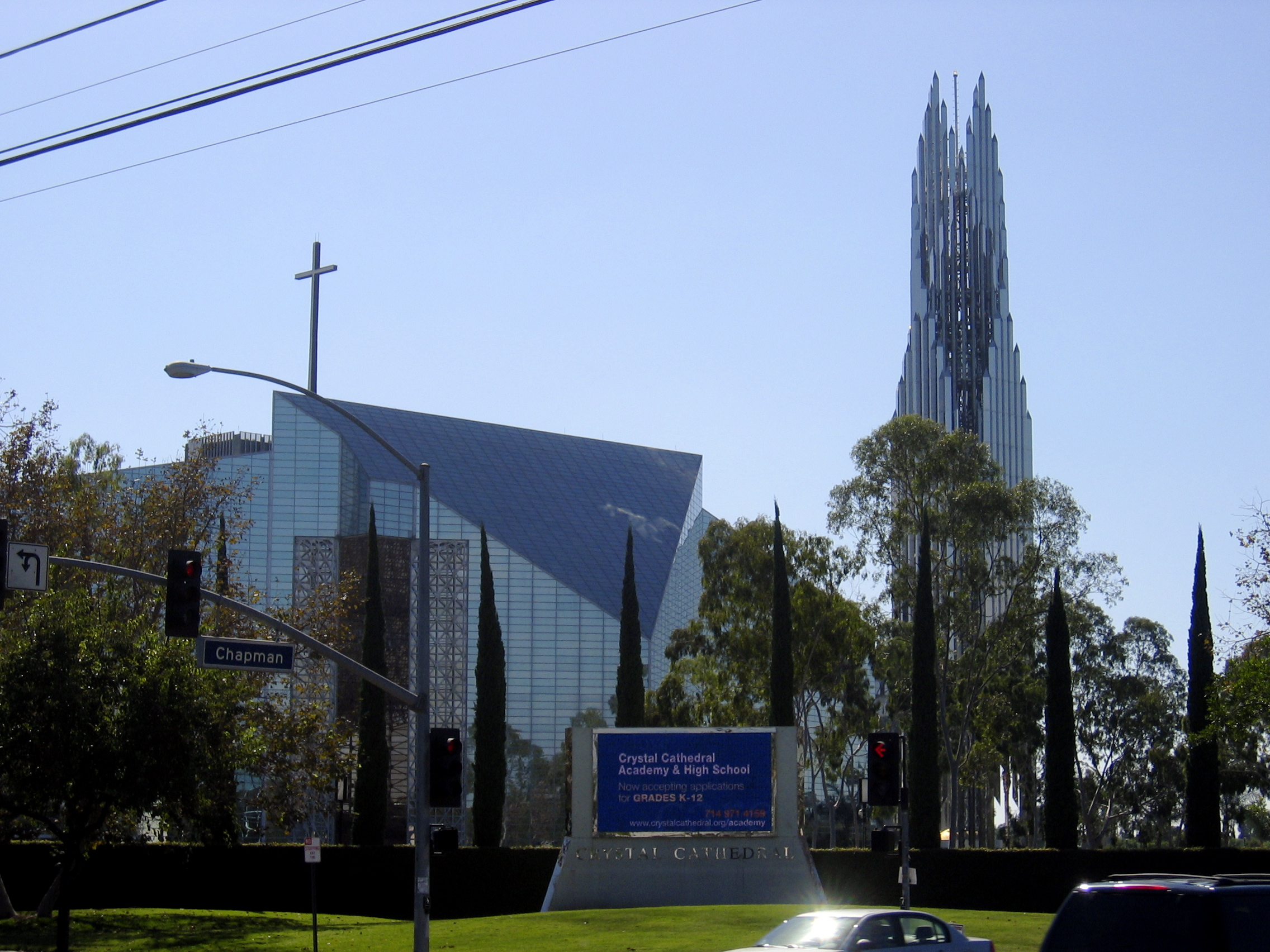
«کلیسای کریستال» در کالیفرنیا.
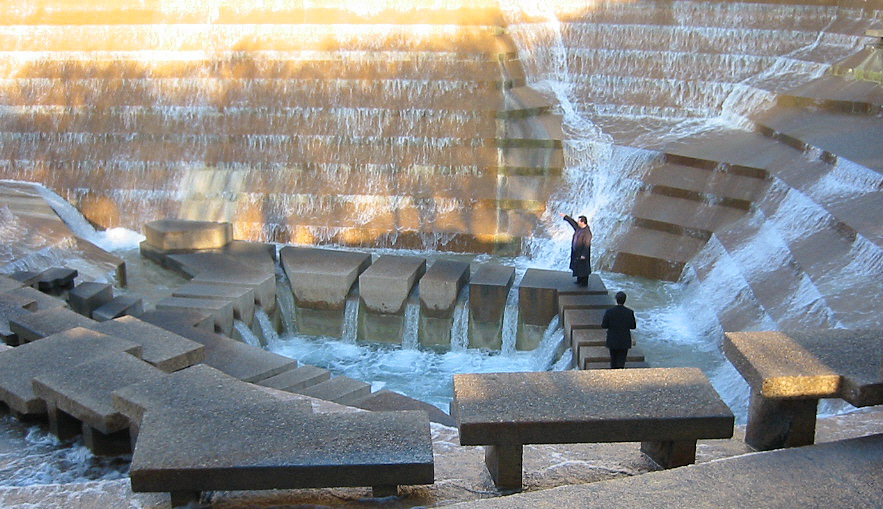
پارک آبی فورت ورث در تگزاس.
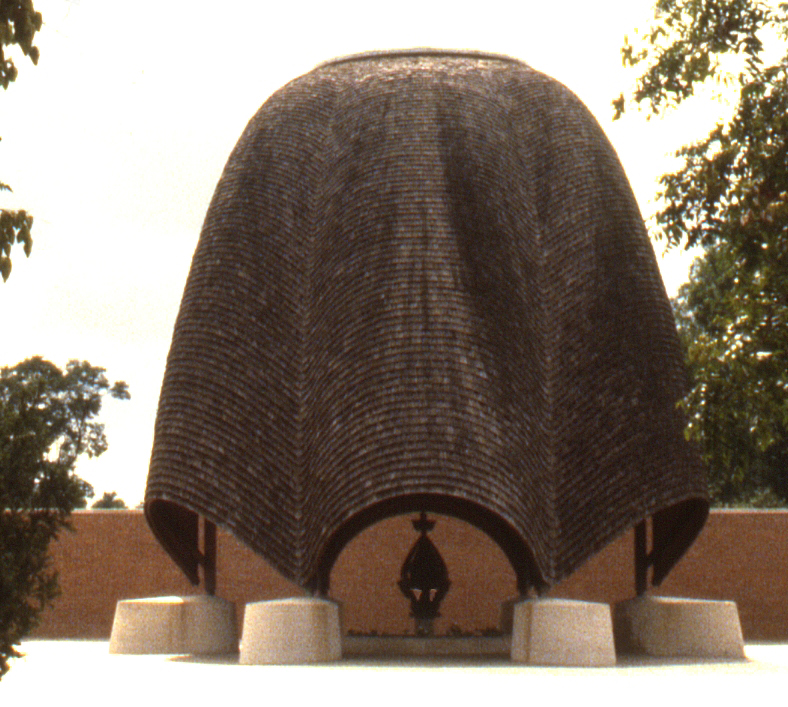
«کلیسای روف لس» در ایندیانا.